# Communauté de communes la Pipistrelle
La communauté de communes la Pipistrelle est une ancienne communauté de communes française, qui était située dans le département de Meurthe-et-Moselle.
Le 1er janvier 2013, elle fusionne avec la Communauté de communes du Saintois et la Communauté de communes du Mirabée pour former la Communauté de communes du Pays du Saintois.

## Composition
Cette communauté de communes était composée des 7 communes suivantes :
1. Xirocourt (siège)
2. Bainville-aux-Miroirs
3. Lebeuville
4. Mangonville
5. Neuviller-sur-Moselle
6. Praye
7. Roville-devant-Bayon